# Magnicourt-en-Comté
Magnicourt-en-Comte ist eine französische Gemeinde mit 645 Einwohnern (Stand 1. Januar 2022) im Département Pas-de-Calais in der Region Hauts-de-France. Sie gehört zum Arrondissement Arras, zum Kanton Avesnes-le-Comte und zum Gemeindeverband Campagnes de l’Artois.

## Lage
Die Gemeinde Magnicourt-en-Comté liegt im Artois an der Quelle der Lawe, 25 Kilometer nordwestlich von Arras. Nachbargemeinden von Magnicourt-en-Comte sind La Comté im Nordosten, Frévillers im Osten, Chelers im Süden, Bailleul-aux-Cornailles im Südwesten, Monchy-Breton im Westen sowie Bajus und La Thieuloye im Nordwesten. Im Südwesten der Gemeinde stehen zwei Windkraftanlagen als Teil eines interkommunalen Windparks.

## Sehenswürdigkeiten

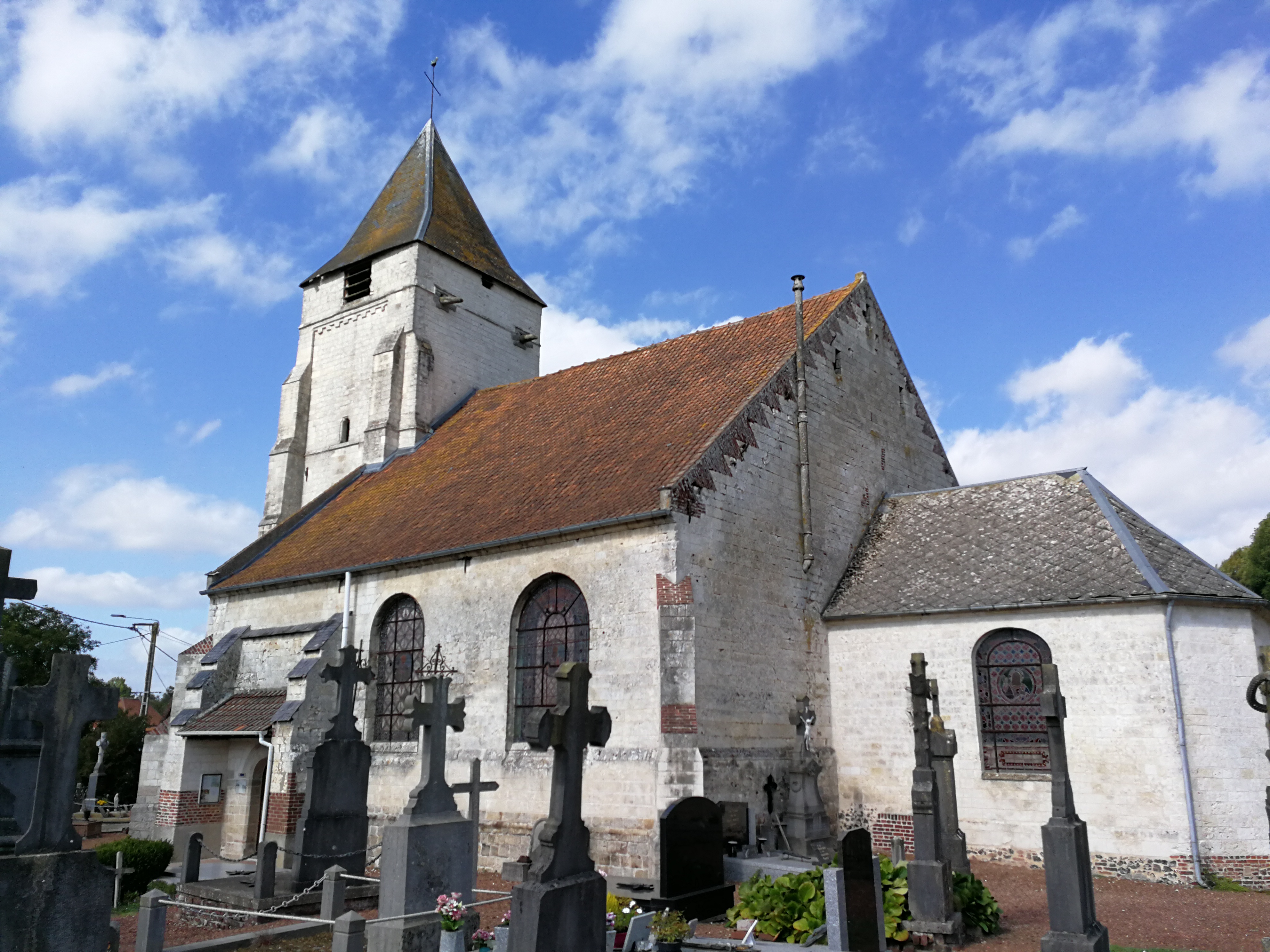
Kirche Saint-Léger
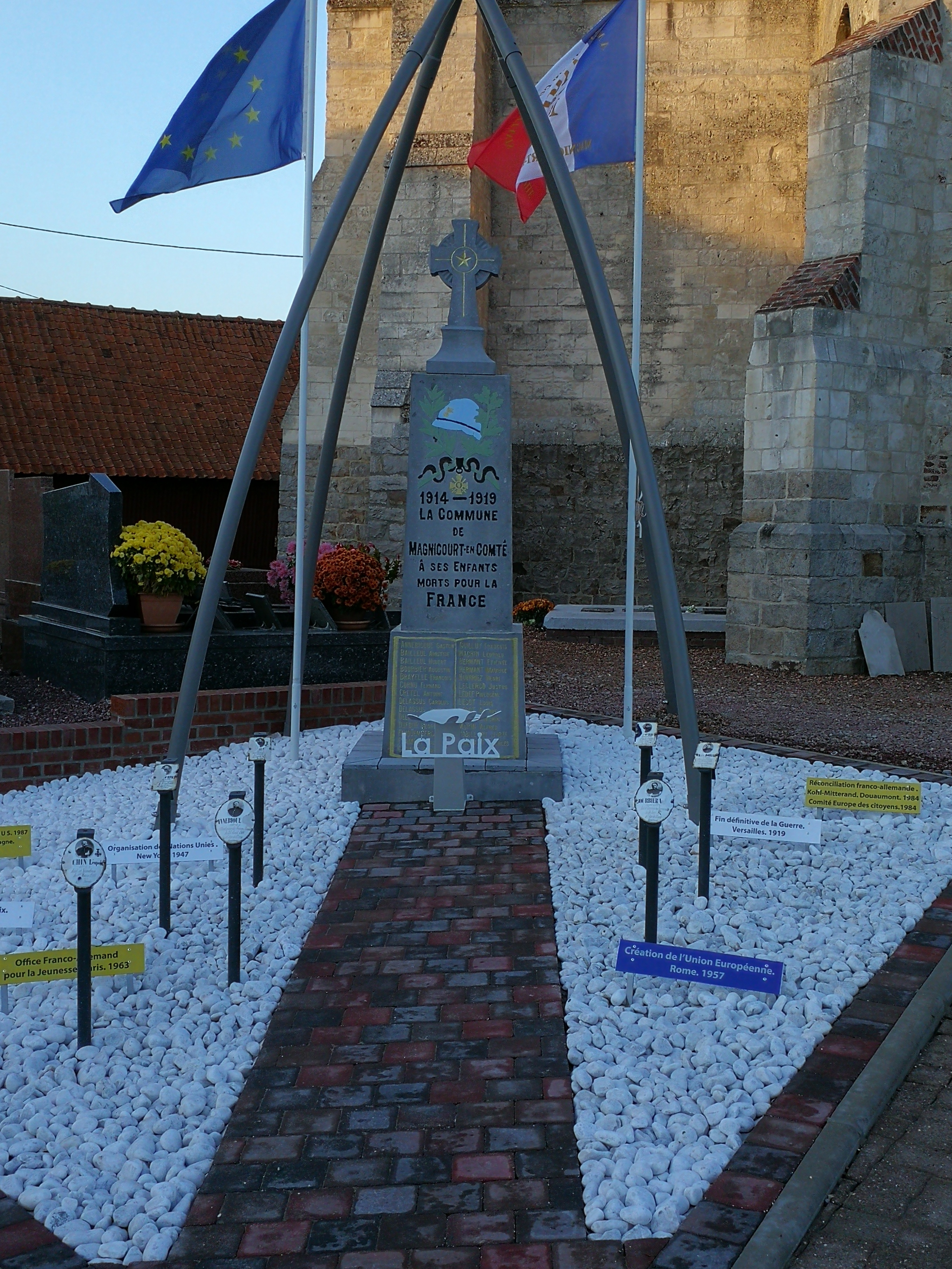
Gefallenendenkmal

- Kirche Saint-Léger
- Gefallenendenkmal